# Hôtel du Parc (téléfilm)
Hôtel du Parc est un film de fiction documentaire.

## Synopsis
Ce film en deux parties, La Révolution nationale et La Guerre civile, destiné à la télévision, réalisé en 1992 par Pierre Beuchot sur un scénario écrit par le réalisateur en collaboration avec Jérôme Prieur et Daniel Lindenberg. Produit pour la Sept et diffusé sur FR3 en 1992, il raconte de manière fictionnelle, l'enquête de deux journalistes, après la Seconde Guerre mondiale, pour retrouver et interviewer les anciens collaborationnistes et membres du régime de Vichy ayant fréquenté l'hôtel du Parc où travaillait et résidait le maréchal Pétain ainsi que plusieurs responsables du régime. Le film tourné en noir et blanc, mêle à la fois les interviews des membres de la Collaboration joués par des acteurs, à partir des propos qu'ils ont tenus, et des documents d'archives.

## Fiche technique
- Titre original : Hôtel du Parc
- Réalisation : Pierre Beuchot
- Scénario : Pierre Beuchot, Jérôme Prieur, Daniel Lindenberg
- Décors : Denis Renault
- Costumes : Françoise Guégan et Nathalie Cercuel
- Photographie : Jacques Bouquin
- Son : Pierre Lenoir et Jean-Claude Brisson
- Montage : Françoise Collin et Martine Bouquin
- Musique : Patrice Mestral
- Consultant historique : Denis Peschanski
- Production : Denis Freyd
- Société de production : archipel 33
- Pays d’origine : France
- Langue originale : français
- Format : noir et blanc, 35mm - 1,33
- Genre : documentaire fiction
- Durée : deux fois 100 minutes
- Date de diffusion : janvier 1992 sur FR3

## Distribution
- André Wilms : Le journaliste
- Marylène Dagouat : La journaliste
- Gilles Arbona : Francis Bout de l'An
- Marc Betton : Xavier Vallat
- Michel Chaigneau : Yves Bouthillier
- Jean Champion : Joseph de La Porte du Theil
- Marc Darnault : Hubert Lagardelle
- Robert Delarue : Angelo Tasca
- Marc Faure : Jean Jardin
- Georges Goubert : Marcel Déat
- Nicole Gueden : Lisette de Brinon
- Jean-François Lapalus : Georges Albertini
- Alain MacMoy : Jacques Benoist-Méchin
- Pierre Neurrisse : Maurice Gabolde
- Christian Nohel : Paul Marion
- Jean Périmony : Raphaël Alibert
- Roger Perrinoz : René Gillouin
- Michel Ruhl : Louis Darquier de Pellepoix
- Martine Irzenski et Philippe Nahoun : Narrateurs (voix seules)